# Pieksämäen maalaiskunta
Pieksämäen maalaiskunta (Zweeds: Pieksämäki landskommun) is een voormalige gemeente in de Finse provincie Oost-Finland en in de Finse regio Zuid-Savo. De gemeente had een totale oppervlakte van 945 km² en telde 6118 inwoners in 2003.
Per 1 januari 2004 is Pieksämäen maalaiskunta samen met Jäppilä en Virtasalmi in de nieuwe gemeente Pieksänmaa opgegaan.